# Gerbermühle

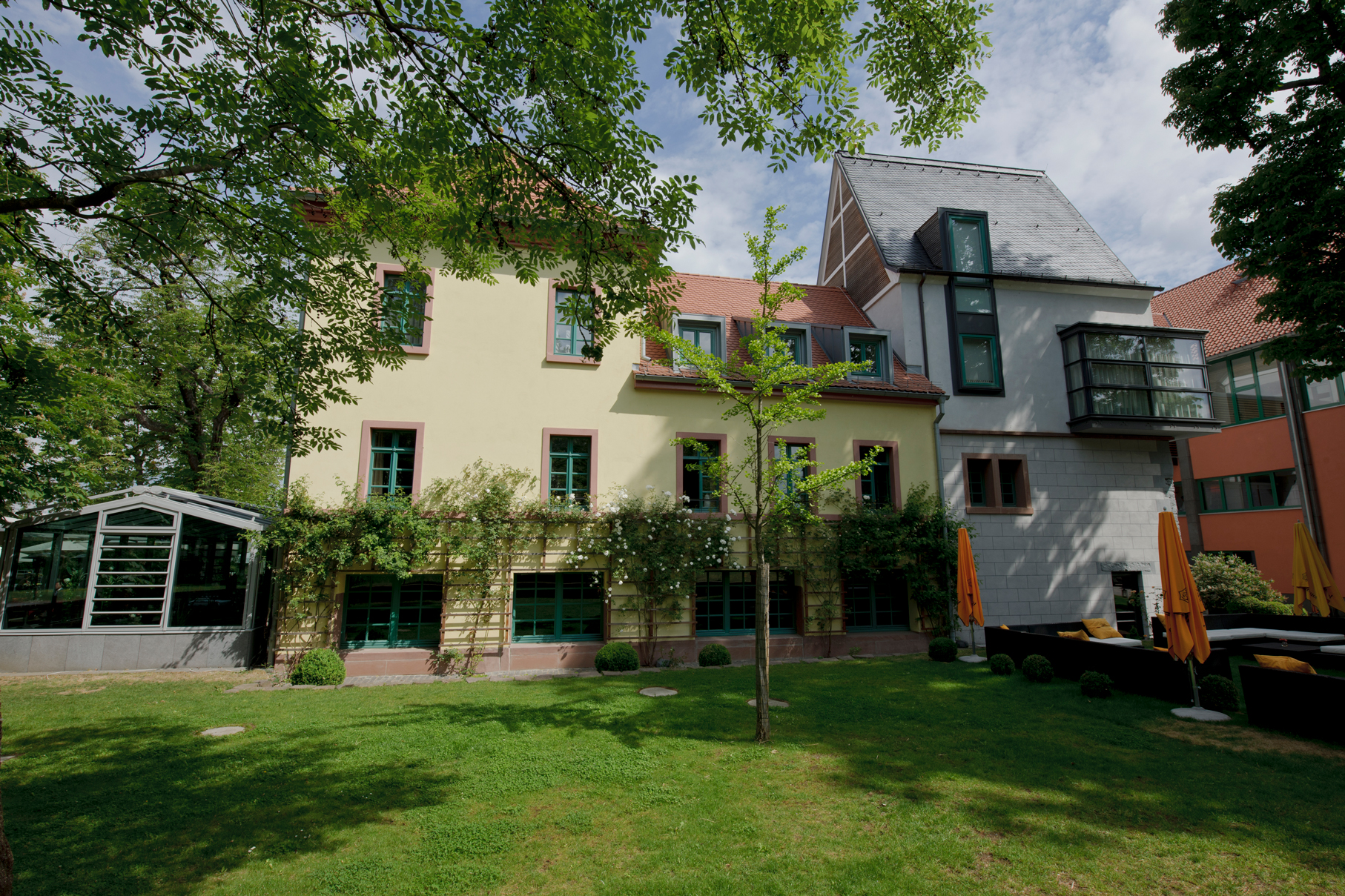
Die Gerbermühle (2017), Ansicht von Süden. Links, sandfarben verputzt, der ältere Teil des Ensembles, daneben die Anbauten des 21. Jahrhunderts

Die Gerbermühle in Frankfurt am Main, Stadtteil Oberrad, ist ein Gebäude am östlichen Rand der Stadt, direkt am linken Mainufer nahe der im Stadtteil Kaiserlei (Offenbach am Main) gelegenen Staustufe Offenbach und gegenüber dem Frankfurter Osthafen gelegen. Wahrscheinlich um 1520 am Ufer des Weschbachs erbaut, diente sie ursprünglich zum Mahlen von Getreide, seit Anfang des 20. Jahrhunderts ist sie als Gaststätte ein beliebtes Ausflugsziel. Die Gerbermühle steht aufgrund ihrer literaturgeschichtlichen Bedeutung, die sie infolge der Besuche von Johann Wolfgang von Goethe in den Jahren 1814 und 1815 erlangte, als Kulturdenkmal unter Denkmalschutz des Landes Hessen.

## Entstehungsgeschichte

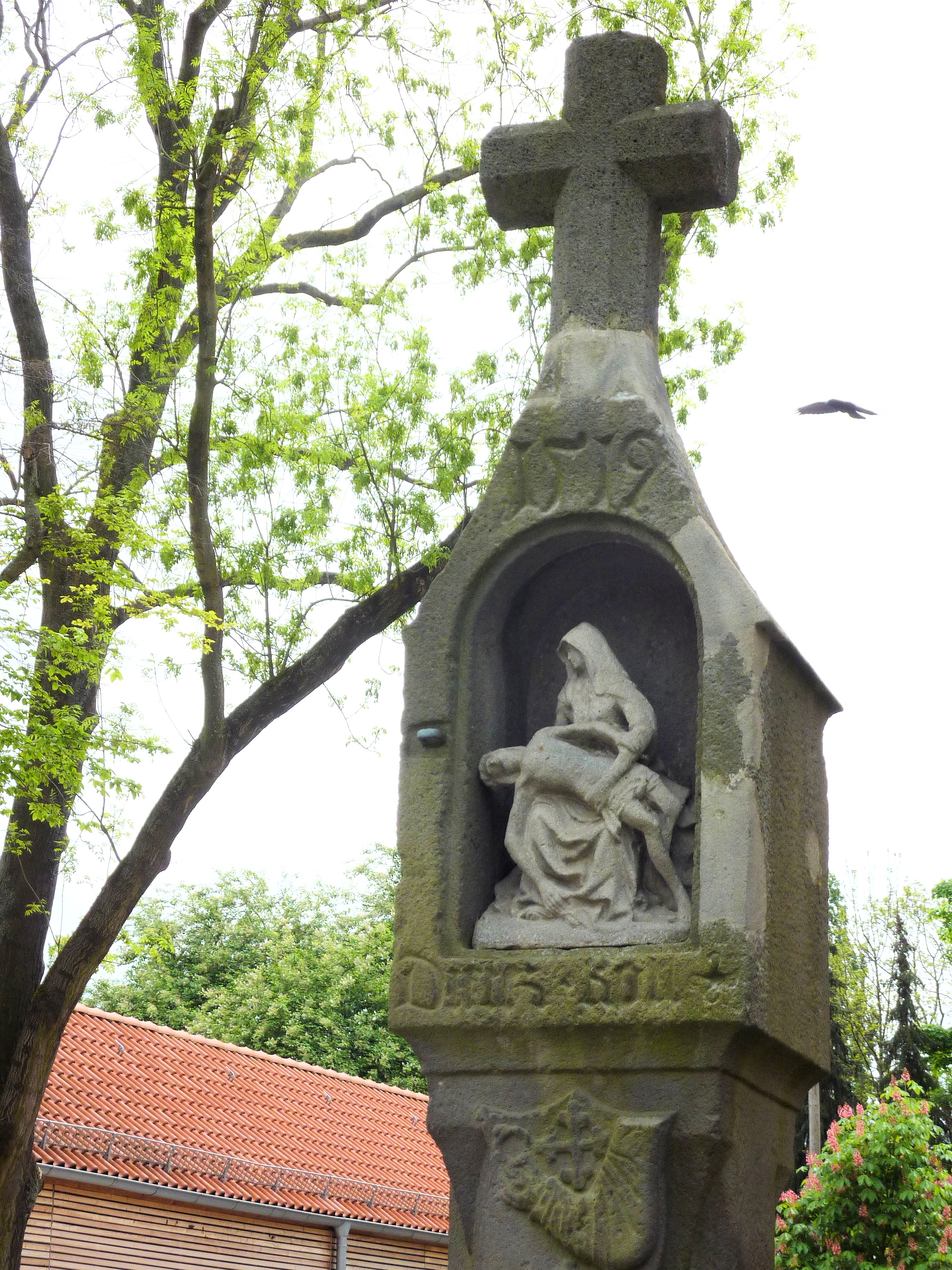
Bildstock von 1519 mit Pietà

Die als Wassermühle gebaute Gerbermühle gehörte zum Wasserhof, einem befestigten Gutshof im sumpfigen, von vielen Wasseradern durchzogenen Gelände zwischen dem Fluss Main im Norden und dem Dorf Oberrad im Süden. Die Ausstattung des Hofes mit einer Mühle deutet darauf hin, dass die zum Gutshof gehörenden Felder genügend Erträge erbrachten, um den Betrieb einer eigenen Getreidemühle zu rechtfertigen. Der Wasserhof war Teil eines Lehnguts, das ursprünglich im Jahr 1311 als curia […] allodium sita in villa Roden prope Frankenvort (Hof beziehungsweise Allod, – freies Eigentum – gelegen im Dorf Rad bei Frankfurt) von Philipp von Falkenstein und Philipp von Münzenberg begründet wurde. Diese belehnten im selben Jahr eine Frankfurter Familie von Ovenbach (→ Offenbach) mit dem Hof. Die Besitzer dehnten das Erbrecht am Lehen auf weibliche Nachkommen der Lehnsnehmer aus („Frauenlehen“); die Erträge des Wasserhofes sicherten den Lebensunterhalt der unverheirateten Töchter der Lehensträger.
Für die Jahre 1411, 1459 und 1463 wird Gipel von Ovenbach als Lehnsnehmer urkundlich erwähnt. Dessen Nachfolger wurde im Jahr 1470 Henne Koll durch Heirat mit Anna von Ovenbach. Deren Tochter Elisabeth von Ovenbach, die die Nachfolge des Erblehens antrat, heiratete Hermann von Strahlenberg, wodurch der Hof samt Ländereien 1545 in den Besitz der Strahlenberger kam, die am Römerberg das Haus Strahlenberg bewohnten. Fortan wurde das Gut als Strahlenberger Hof bezeichnet. Das Hofgut soll aus einem Herrenhaus mit fünf Nebengebäuden bestanden haben, umgeben von Befestigungsmauer und Wassergraben. Wann der Mühlenbau entstand, ist nicht überliefert, aufgrund von bei Umbauten gefundenen Ziegelsteinen aus den Jahren 1519/20 vermutet man eine Errichtung der Mühle in dieser Zeit. Auch der neben dem Gebäude stehende steinerne Bildstock trägt im Giebel die Jahreszahl 1519 sowie den Namen Koll und ein Familienwappen.
Im Jahr 1601 ging das Erbe von Wasserhof mit Mühle an das Erzstift Mainz über, eine für die Stadt Frankfurt strategisch nachteilige Entwicklung. Der Frankfurter Rat war in früheren Jahrhunderten stets bemüht gewesen, die zahlreichen, die Stadt umgebenden befestigten Gutshöfe unter eigener Kontrolle und im Besitz vertrauenswürdiger Altbürger zu halten. Ein Besitzerwechsel an eine konkurrierende oder gegnerische Partei hätte durch Besetzung der Höfe mit gegnerischen Truppen als Drohpotential die Bewegungsfreiheit des Frankfurter Rates eingeschränkt. Der Wasserhof wurde allerdings niemals von Mainzer Truppen besetzt.
Im 17. Jahrhundert diente die Mühle als Farb- und Schleifmühle; dort wurde unter anderem Kupferfarbe vermahlen. Von 1688 bis 1723 wurde die Mühle von Kunigunde von Holzhausen an den aus Lothringen stammenden Gerber Nicolas Coudos verpachtet, der hier sein Gewerbe betrieb. Dies gab der Mühle ihren bis heute erhaltenen Namen – obwohl das Anwesen nach einem Um- und Ausbau zunächst wieder als Getreidemühle genutzt wurde, blieb der Name Gerbermühle erhalten. Der Lederhändler Johann Georg Dörr errichtete 1760 noch eine zusätzliche Walkmühle.
Nachdem der Frankfurter Kaufmann und Bankier Johann Jakob Willemer das Mühlenanwesen 1785 gepachtet und zu einem Sommersitz hatte umbauen lassen, ruhte bis zu seinem Tode 1836 jede gewerbliche Nutzung. Bereits seit dem Jahr 1803 war die Gerbermühle im Besitz der Stadt Frankfurt. Im Jahre 1843 erhielt der aus Offenbach am Main stammende Bürger Franz Alexius Josseaux die Genehmigung, in der Gerbermühle eine Farbenfabrik einzurichten. Von 1863 bis 1882 lebte hier die Schriftstellerin Malvina von Humbracht mit ihrer Schwester Elvira. Im Jahr 1896 wurde der Wasserhof Opfer eines Großbrandes. Am Ende des 19. Jahrhunderts fand die Gerbermühle keinen Pächter mehr, und die Stadt Frankfurt unternahm zunächst nichts gegen ihren raschen Verfall.

## Goethe und Marianne von Willemer

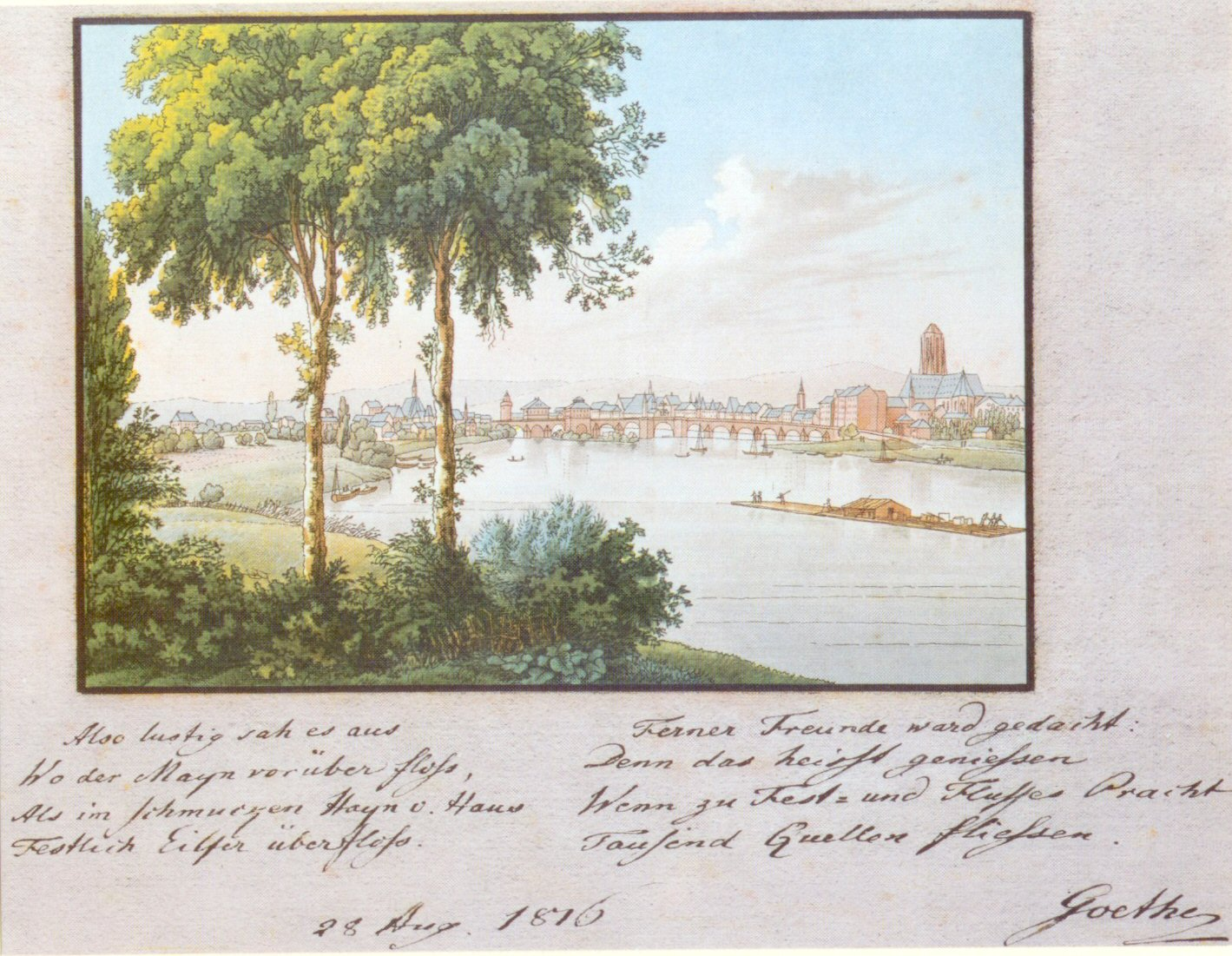
Blick von der Gerbermühle auf Frankfurt. Widmungsblatt von Johann Wolfgang von Goethe

Der mit Johann Jakob von Willemer befreundete Goethe besuchte die Familie Willemer in der Gerbermühle erstmals am 15. September 1814 und in diesem und dem darauf folgenden Jahr 1815 des Öfteren. In dieser Zeit lernte er Marianne von Willemer kennen, seit 1800 die „Ziehtochter“ des Geschäftsmannes, die dieser 1814 – kurze Zeit nach Goethes ersten Treffen mit Marianne – geehelicht hatte.
Zwischen Goethe, seinerzeit bereits 65 Jahre alt, und der um etwa 35 Jahre jüngeren Marianne entwickelte sich eine innige Beziehung, die auch in kreativer Hinsicht Früchte trug. Dies kam im Buch Suleika, einem Teil des von Goethe 1819 veröffentlichten Werks West-östlicher Diwan, schon dadurch zum Ausdruck, dass darin drei Lieder aus der Feder von Marianne stammen: Hochbeglückt in deiner Liebe, Was bedeutet die Bewegung und Ach, um deine feuchten Schwingen. Goethe nahm sie stillschweigend auf, die wahre Urheberschaft wurde erst posthum bekannt.
Goethe feierte in der Gerbermühle während eines Aufenthalts vom 12. August bis 8. September auch seinen 66. Geburtstag. Sein Gedicht Gingo biloba verfasste er schon kurz darauf am 27. September (und datierte es, wie heute bekannt ist, auf den 15. des Monats zurück) und schickte es, mit zwei Ginkgo-Blättern verziert, an Marianne von Willemer. Die Originalschrift des Gedichts, das nach dem letzten Treffen der beiden am Heidelberger Schlossberg geschrieben wurde, befindet sich heute im Goethe-Museum Düsseldorf.
Es wird darüber hinaus oft behauptet, dass die Szene Vor dem Tor aus Goethes Werk Faust I mit dem bekannten Satz „Hier bin ich Mensch, hier darf ich’s sein!“ durch einen Spaziergang vom Sachsenhäuser Mühlberg, wo die Willemers ein Gartenhaus besaßen (das heute Willemer-Häuschen genannt wird), zur Gerbermühle nachvollziehbar sei und dass Goethe um das Jahr 1774 durch dieses Naturerlebnis zu diesen Versen inspiriert wurde. Ein Indiz dafür ist die Erwähnung des Wasserhofs, zu dem die Gerbermühle gehörte, in dieser auch als „Osterspaziergang“ bezeichneten Szene des Faust I. Dort findet zwischen den Spaziergängern der Dialog statt „Wir aber wollen nach der Mühle wandern.“ – „Ich rat Euch, nach dem Wasserhof zu gehn.“

## Die Gerbermühle als Ausflugslokal

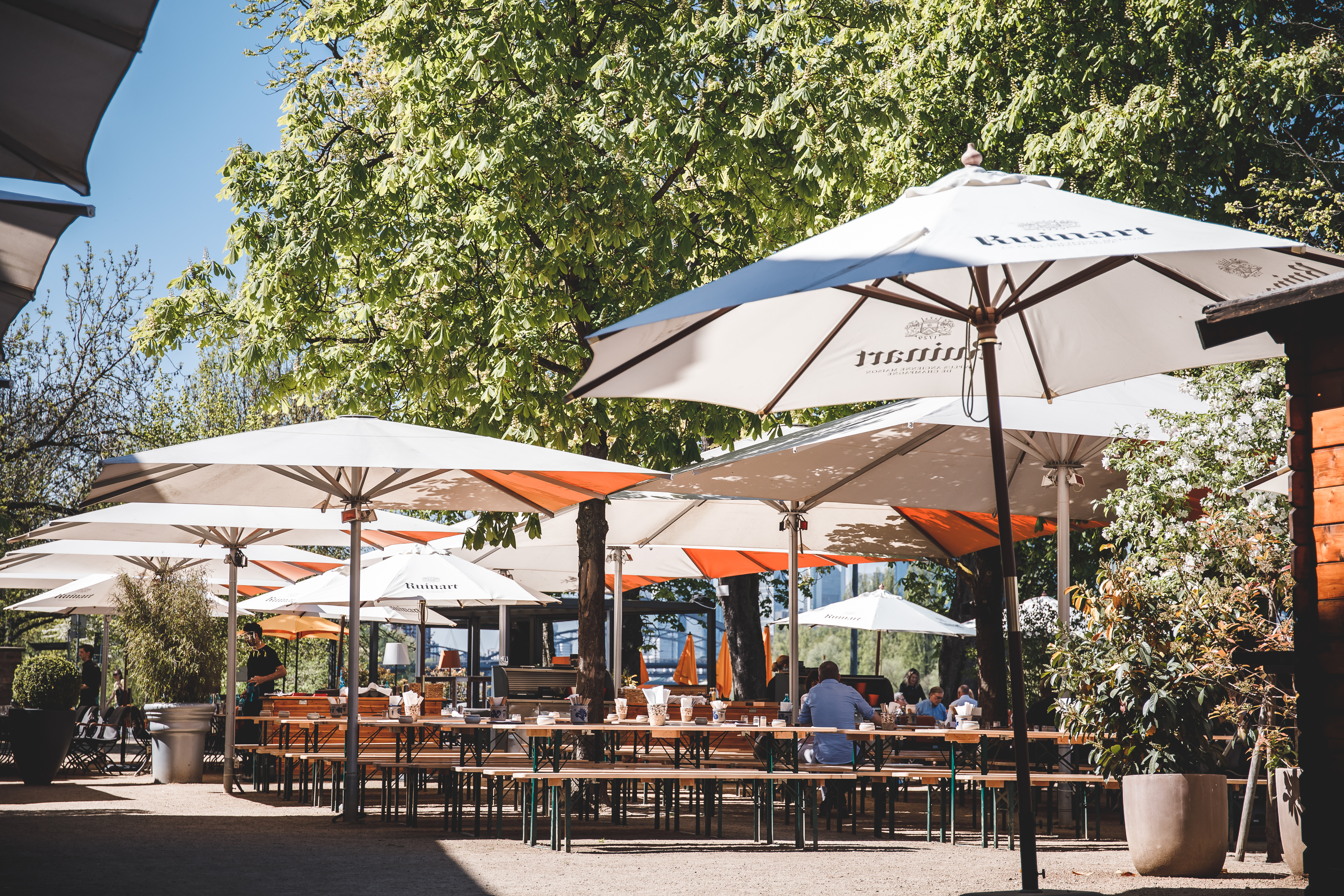
Biergarten der Gerbermühle, 2018

Nachdem sie die Mühle mangels Pächter viele Jahre hatte verfallen lassen, sanierte die Stadt Frankfurt sie ab 1904 schließlich doch noch und nutzte sie als Bewirtungsbetrieb mit einem „Goethezimmer“. Seither ist die Gerbermühle wieder ein beliebtes Ausflugsziel.
Im Jahr 1930 wurde eine Gedenktafel am Gebäude angebracht, deren Inschrift sowohl auf den ursprünglichen Zweck des Gebäudes als auch auf denjenigen anspielt, dessen Besuche der Gerbermühle bis heute einen hohen Bekanntheitsgrad verschafften:
Die Mühle ruht, das Rad schlief ein,

Sein Name nur geht in dem Haus.

Der jede Stätte ewigte,

Die er betrat: So wardst du sein.
Frankfurt-Oberrad wurde im Zweiten Weltkrieg bei den Luftangriffen auf Frankfurt am Main 1944 zu 90 Prozent zerstört, darunter die meisten Gebäude des Wasserhofs. Die Gerbermühle, von der nur die Grundmauern übrig geblieben waren, wurde erst in den 1970er-Jahren mit nur geringen Mitteln wieder aufgebaut und wieder als Gastwirtschaft betrieben. In der Nähe der Gerbermühle befindet sich heute eine kleine Schiffsanlegestelle gleichen Namens, an der Frankfurter Ausflugsschiffe anlegen oder in deren Höhe sie wenden – vor der benachbarten Schleuse und Staustufe Offenbach.

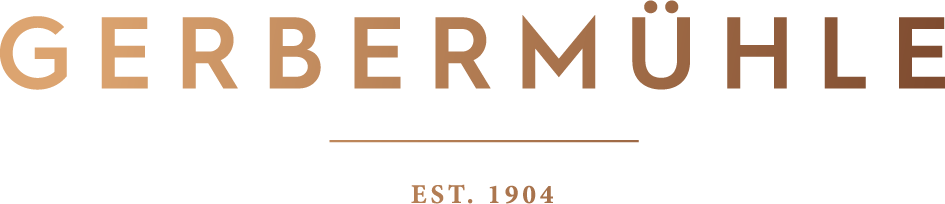
Logo der Gerbermühle

Zum 31. Dezember 2001 wurde die mittlerweile baufällige Gerbermühle durch den Eigentümer, den ehemaligen Chef der Henninger-Brauerei, Werner Kindermann, geschlossen. Im Sommer 2005 ging eine provisorische Gartenwirtschaft mit 500 Plätzen in Betrieb. Bis 2007 erfolgten umfangreiche Um- und Ausbaumaßnahmen nach Planungen von Jochem Jourdan; danach wurde ein Restaurant und ein Hotel im gehobenen Landhausstil mit 19 Zimmern eröffnet.
Seit 2016 ist die Gerbermühle im Besitz von Micky Rosen und Alex Urseanu. 2021 wurden Hotel und Gastronomie an die Binding-Brauerei verpachtet. Für den Betrieb verantwortlich ist seitdem die Frankfurter Gastronomen-Familie Hirsch.